# Elia Zurbriggen
Elia Zurbriggen (9 ottobre 1990) è un ex sciatore alpino svizzero.

## Biografia
Figlio di Pirmin, uno dei più forti sciatori di tutti i tempi, Elia Zurbriggen ha esordito in una gara FIS l'8 dicembre 2005 disputando lo slalom speciale di Lenzerheide, senza concluderlo. Ha debuttato in Coppa Europa nello slalom gigante di Zuoz del 18 gennaio 2011 e in Coppa del Mondo il 12 gennaio 2013 nello slalom gigante di Adelboden, in entrambi i casi senza completare la prima manche. Il 24 febbraio 2013 nello slalom gigante di Garmisch-Partenkirchen è riuscito a conquistare i primi punti in Coppa del Mondo, arrivando 26º; il 2 marzo successivo ha ottenuto il suo primo podio in Coppa Europa vincendo lo slalom gigante di Soldeu.
Ai Mondiali di Vail/Beaver Creek 2015, sua unica presenza iridata, è stato 27º nello slalom gigante. Il 4 marzo 2017 ha ottenuto a Kranjska Gora in slalom gigante il suo miglior piazzamento in Coppa del Mondo (8º) e il 18 marzo successivo l'ultima vittoria in Coppa Europa, nonché ultimo podio, a San Candido nella medesima specialità, nella quale ha vinto la classifica di quella stagione 2016-2017 in Coppa Europa. Ha preso per l'ultima volta il via in Coppa del Mondo l'11 gennaio 2020 ad Adelboden in slalom gigante, senza completare la prova; si è ritirato al termine di quella stessa stagione 2019-2020 e la sua ultima gara è stata uno slalom gigante FIS disputato il 13 marzo a Saint-Luc, chiuso da Zurbriggen al 4º posto.

## Palmarès

### Coppa del Mondo
- Miglior piazzamento in classifica generale: 85º nel 2018

### Coppa Europa
- Miglior piazzamento in classifica generale: 10º nel 2017
- Vincitore della classifica di slalom gigante 2017
- 6 podi:
  - 4 vittorie
  - 2 secondi posti

#### Coppa Europa - vittorie
| Data             | Località    | Paese      | Specialità |
| ---------------- | ----------- | ---------- | ---------- |
| 2 marzo 2013     | Soldeu      | Andorra    | GS         |
| 9 febbraio 2017  | Jasná       | Slovacchia | GS         |
| 17 febbraio 2017 | Oberjoch    | Germania   | GS         |
| 18 marzo 2017    | San Candido | Italia     | GS         |

Legenda:

GS = slalom gigante